# Gu Xiao
Gu Xiao (em chinês:  顾笑; Nanquim, 18 de março de 1993) é uma nadadora sincronizada chinesa, medalhista olímpica. 

## Carreira
Gu representou seu país nos Jogos Olímpicos de 2016, ganhando a medalha de prata por equipes.